# Grace Douglass
Grace Bustill Douglass (Burlington, 1782 circa – Filadelfia, 9 marzo 1842) è stata un'attivista statunitense, un'abolizionista afroamericana e sostenitrice dei diritti delle donne. La sua famiglia fu una delle prime famiglie nere libere di spicco degli Stati Uniti. La storia della sua famiglia è una delle meglio documentate per quanto riguarda le famiglie nere di questo periodo, in quanto va dal 1732 al 1925.

## Vita e carriera
Grace Bustill Douglass nacque a Burlington, nel New Jersey, dalla famiglia Bustill, nota come abolizionista. Suo padre era Cyrus Bustill, un forte leader della comunità e promotore dell'abolizione della schiavitù. Sua madre era Elizabeth Morey, per metà indiana Delaware e per metà inglese. Douglass era uno degli otto figli; aveva tre fratelli e quattro sorelle. Cyrus Bustill ottenne la libertà controllata prima di sposarsi, dal suo proprietario quacchero, Thomas Prior, nel 1769. Da Prior imparò l'arte della panificazione e alla fine aprì un proprio panificio nel New Jersey. Il suo panificio ebbe successo e gli permise di provvedere al mantenimento della sua famiglia. In seguito si trasferì a Filadelfia, dove aprì un altro panificio al 56 di Arch Street e dove conobbe e sposò Elizabeth. Fu uno dei fondatori della Free African Society di Filadelfia. Nel 1797 aprì una scuola per bambini afroamericani. Crescere a Filadelfia permise a Douglass e ai suoi fratelli di frequentare una delle poche scuole per bambini neri dell'epoca. Poté anche imparare un mestiere, la modisteria, e in seguito aprì un negozio di modisteria in Arch Street, accanto alla panetteria del padre.
Nel 1803, all'età di 21 anni, Grace sposò Robert Douglass, un ricco barbiere di Saint Kitts, nelle Indie Occidentali, ed ebbero sei figli. Non si sa molto di quattro dei suoi figli, ma Sarah e Robert Jr. sono ben conosciuti. Elizabeth era la loro figlia maggiore; morì giovane dopo aver frequentato per alcuni anni una scuola privata, che fu costretta a lasciare perché i genitori degli studenti bianchi si lamentavano. Questo portò Grace, insieme all'amico di famiglia James Forten, ad aprire una propria scuola. In questa scuola, insieme a tutori privati, Sarah, Robert e gli altri fratelli ricevettero un'istruzione completa. Sarah divenne una famosa abolizionista e insegnante come sua madre, mentre Robert fu un noto pittore di ritratti.
Seguendo le orme della sua famiglia, Douglass divenne anche un devoto quacchero. Frequentò le riunioni della Società degli Amici nella casa di riunione di Arch Street, a prevalenza bianca. Pur essendo un'amica devota, non le fu mai concessa l'adesione alla Società degli Amici perché era nera. In quel periodo, la maggior parte dei quaccheri era fortemente abolizionista, ma molti seguivano ancora le usanze segregazioniste. La sua casa di riunione seguiva queste usanze, separando bianchi e neri in sezioni distinte. Per questo motivo, tutti i figli di Grace, tranne Sarah, lasciarono gli Amici e si unirono al padre nella First African Presbyterian Church.

## Attività contro la schiavitù
È da questa vita di privilegi che Grace decise di dedicare la sua vita ad aiutare le persone meno fortunate. Assieme alla figlia Sarah, incontrò e sviluppò una stretta amicizia con Lucretia Mott e le sorelle Grimké, Angelina e Sarah. Questa amicizia le portò a creare la Philadelphia Female Anti-Slavery Society, dopo che a loro non era stato permesso di diventare membri della Philadelphia Female Anti-Slavery Society perché erano donne. La società era impegnata in diverse questioni sociali e nel movimento abolizionista. Lottavano contro la schiavitù e la discriminazione razziale e di genere. La costituzione della società fu firmata nel dicembre 1833 da 18 donne, tra cui la Douglass. La società raccolse fondi, diffuse testi antischiavisti e avviò petizioni antischiaviste a Washington D.C. La società sosteneva anche l'idea, allora radicale, che le donne dovessero essere autorizzate a votare, parlare in pubblico e diventare leader. Un'altra causa importante per la società era l'istruzione. Grazie soprattutto alla dedizione di Grace e Sarah Douglass all'istruzione dei bambini afroamericani, la società formò un comitato per l'istruzione, che si occupava delle strutture educative per i bambini neri dell'area di Filadelfia. Dopo la ratifica del Tredicesimo e del Quindicesimo Emendamento, rispettivamente nel 1865 e nel 1870, la società fu sciolta dai membri, poiché ritenevano che il loro obiettivo di porre fine alla schiavitù fosse stato raggiunto.
La Douglass era impegnata anche in altre attività abolizioniste. Fu membro della Convenzione antischiavista delle donne americane, un incontro annuale delle società antischiaviste degli Stati liberi. Nel 1837 e nel 1839, fu eletta vicepresidente della convenzione che si teneva a New York. Pur essendo quacchera fu anche delegata all'incontro annuale di Filadelfia della Second African Presbyterian Church, insieme al marito e alla sorella Mary Bustill. I membri di questa chiesa ritenevano che l'uguaglianza tra i sessi fosse moralmente giusta e accoglievano le donne nell'organizzazione.

## Parenti importanti
- Grace Bustill Douglass è un'antenata dell'attore, cantante e attivista politico Paul Bustill Robeson.[10]